# Bezeréd
Bezeréd là một thị trấn thuộc hạt Zala, Hungary. Thị trấn này có diện tích 12,14 km², dân số năm 2010 là 155 người, mật độ 13 người/km².